# Дејвид Кекнер
Дејвид Мајкл Кекнер (енгл. David Michael Koechner; (/ˈkɛknər/ ); Типтон, Мисури, 24. август 1962) амерички је комичар, филмски и телевизијски глумац.